# Президентство Джеральда Форда

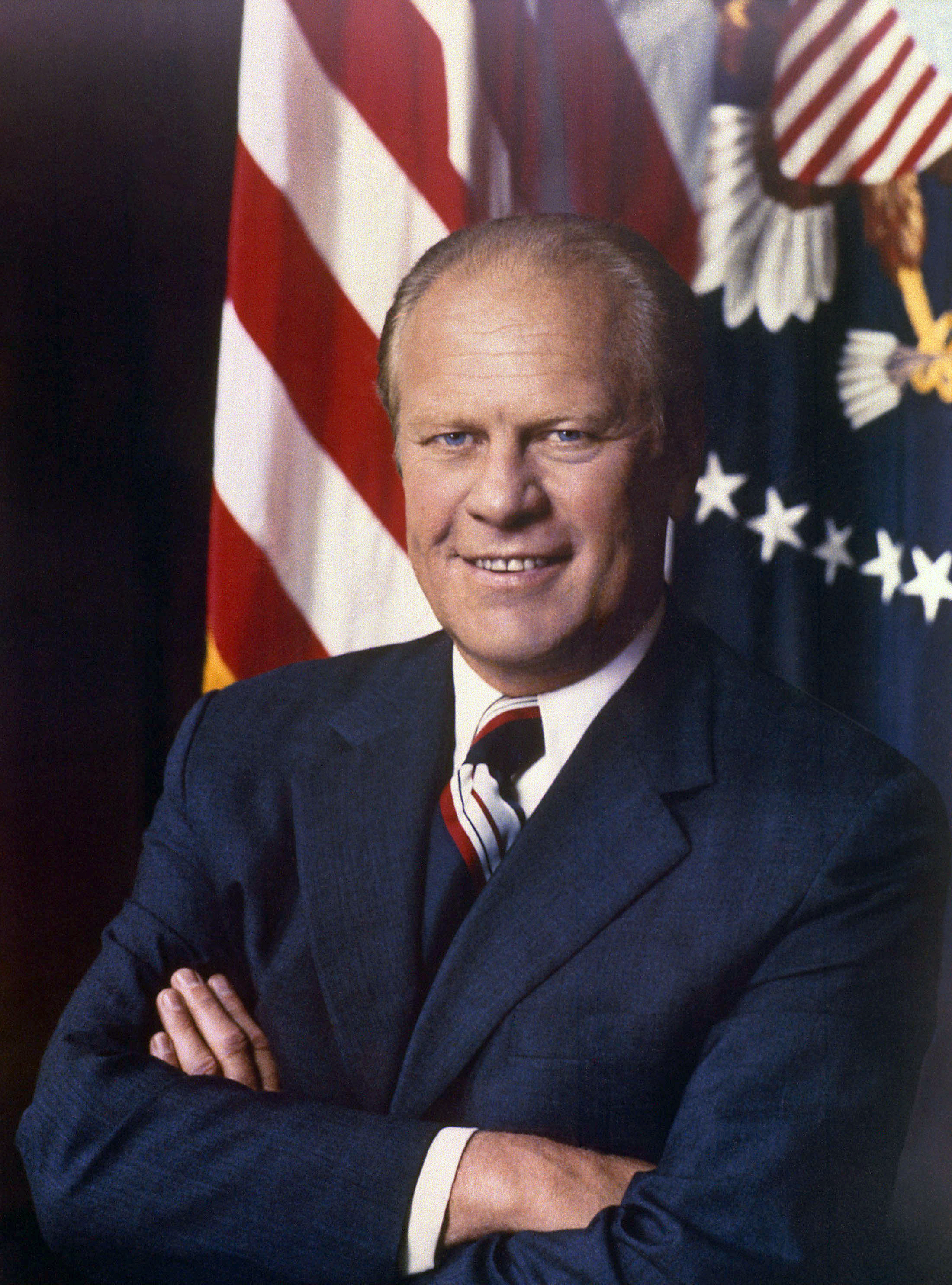
38 Президент США, Джеральд Рудольф Форд

Президентство Джеральда Форда розпочалося 9 серпня 1974 року, коли Джеральд Форд став президентом Сполучених Штатів після відставки Річарда Ніксона з посади, і закінчилося 20 січня 1977 року через 895 днів. Форд, республіканець з Мічигану, обіймав посаду віце-президента США з 6 грудня 1973 року після відставки Спіро Агню з цієї посади. Тридцять восьмий президент Сполучених Штатів Америки, Форд є першою і на сьогоднішній день єдиною особою, яка обіймала посаду президента, не обираючись ані президентом, ані віце-президентом. Його президентство закінчилося після його поразки на президентських виборах 1976 році демократу Джиммі Картеру.
Форд вступив на посаду після скандалу Вотергейт та на завершальних стадіях війни у В'єтнамі, які викликали нові розчарування в американських політичних інститутах. Першим значним кроком Форда після вступу на посаду стало повне та безумовне помилування колишнього президента Ніксона за його роль у скандалі Вотергейт, що спричинило серйозну негативну реакцію на президентство Форда. Він також створив програму умовного помилування для ухилянтів від війни у В'єтнамі. 
Велика увага Форда у внутрішній політиці була приділена економіці, яка пережила спад під час його перебування на посаді. Він спочатку сприяв підвищенню податку, призначеному для боротьби з інфляцією, але далі Форд виступав за зниження податків, для активізації економіки, і в підсумку він підписав два закони про зниження податків. Зовнішня політика адміністрації Форда характеризувалася в процедурному відношенні посиленням ролі, яку почав грати Конгрес, і відповідним зменшенням повноважень президента. Подолавши значну опозицію в Конгресі, Форд продовжував політику Ніксона розрядки щодо Радянським Союзом.
На президентських виборах 1976 року висуванню кандидатури Форда від Республіканської партії кинув виклик Рональд Рейган, лідер консервативного крила. Після напруженої серії праймеріз Форд виграв номінацію від своєї партії на Республіканській національній конвенції 1976 року. На загальних виборах Картер переміг Форда з невеличким відривом у всенародному голосуванні та у голосах виборщиків. У опитуваннях істориків та політологів Форд, як правило, займає місця нижче середини, так само як його наступник й попередник.

## Вступ на посаду

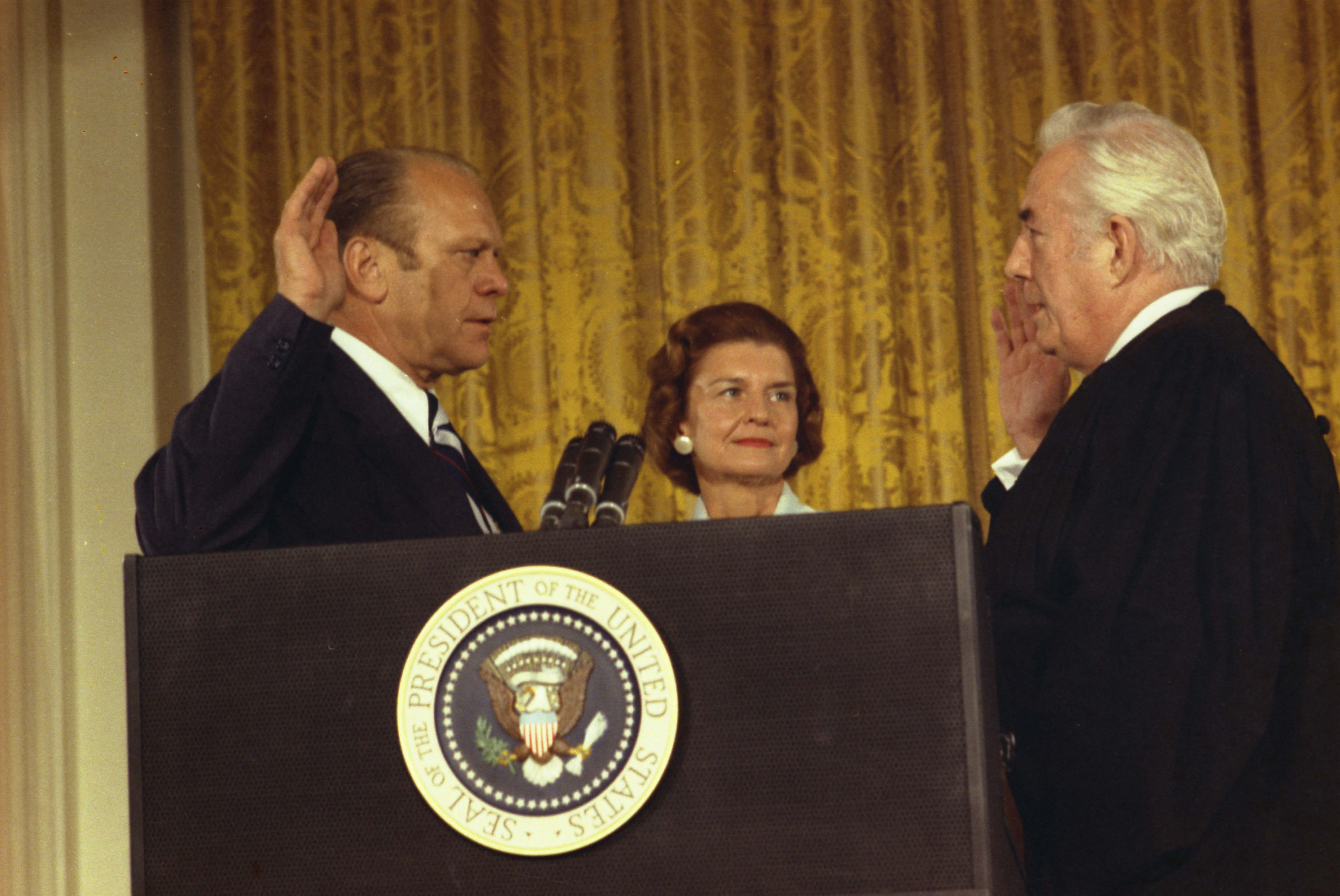
Джеральд Форд складає присягу 38-го президента США. Присягу приймає Верховний суддя Воррен Бергер у східній кімнаті Білого дому.

Президент республіканець Річард Ніксон та віце-президент Спіро Агню здобули впевнену перемогу на президентських виборах 1972 року. Другий термін Ніксона був затьмаренний «Вотергейтським скандалом», який був наслідком спроби вторгнення членів виборчої групи Ніксона до штабу Демократичного національного комітету на перевиборах та подальших спроб їхнього прикриття адміністрацією Ніксона. Віце-президент Агню подав у відставку 10 жовтня 1973 року через скандал з відкатами, не пов'язаний з Вотергейтом. Відповідно до положень двадцять п'ятої поправки, Ніксон номінував Форда на заміну Агню. Ніксон обрав помірного республіканця Форда, на той час члена Палати представників від 5 округу штату Мічиган і лідера меншості, багато в чому тому через думку, що Форду буде простіше за інших помітних республіканських лідерів отримати ствердження в Конгресі, який на той час контролювали демократи. Форда затвердила переважна більшість в обох палатах Конгресу, і він зайняв посаду віце-президента в грудні 1973 року.
Упродовж місяців після вступу на посаду віце-президента Форд продовжував підтримувати невинність Ніксона стосовно Вотергейту, всупереч усе новим доказам того, що саме адміністрація Ніксона наказала зробити злом, а згодом намагалася це приховати. У липні 1974 року, після того, як Верховний суд зобов'язав Ніксона передати плівки з аудіозаписами деяких засідань, які він проводив на посаді президента, комітет з судових питань Палати представників проголосував розпочати процедуру імпічменту щодо Ніксона. Після того, як стрічки стали загальнодоступними і чітко показали, що Ніксон взяв участь у приховуванні, 8 серпня Ніксон викликав Форда в Овальний кабінет, де повідомив йому, що він піде у відставку. Ніксон офіційно подав у відставку 9 серпня, зробивши Форда першим президентом США, який став президентом не обираючись ані президентом, ані віце-президентом.

Одразу після прийняття присяги в Східній кімнаті Білого дому, Форд виступив перед зібраною аудиторією в промові, що транслювалася в прямому ефірі по всій країні. Форд відзначив незвичайність своєї позиції: «Я добре розумію, що ви не обирали мене президентом своїми бюлетенями, і тому я прошу вас затвердити мене своїм президентом своїми молитвами».  Він продовжував заявляти:
Я не шукав цієї величезної відповідальності, але я не буду її ухилятися. Ті, хто висунув та затвердив мене віце-президентом, були і залишаються моїми друзями. Вони представляють обидві партії, обиралися усіма людьми і згідно до Конституції діють від їх імені. В таких умовах я вважаю за необхідне пообіцяти і їм, і вам, що буду президентом усього народу.

## Адміністрація

### Кабінет
Після вступу на посаду, Форд успадкував кабінет Ніксона, хоча Форд швидко замінив начальника штабу Александра Гейга на Дональда Рамсфельда, який служив в якості радника президента Ніксона. Рамсфельд та заступник глави штабу Дік Чейні швидко стали одними з найвпливовіших людей адміністрації Форда. Форд також призначив Едварда Г. Леві генеральним прокурором, доручивши Леві прибрати Департамент юстиції, який був політизований до безпрецедентного рівня під час адміністрації Ніксона. Форд призначив Філіпа В. Бухена, Роберта Т. Хартмана, Вільяма Сейдмана та Джона О. Марша, як старших радників. Форд відзначив набагато більшу цінність у своїх посадових осіб кабінету, ніж Ніксон, хоча члени кабінету не повернули ступінь впливу, який вони мали до Другої світової війни. Леві, радник держсекретаря та національної безпеки Генрі Кіссінджер, міністр фінансів Вільям Еймон Саймон та міністр оборони Джеймс Р. Шлезінгер виступили в якості впливових чиновників кабінету на початку перебування на посаді Форда.
Більшість затримань у кабінеті Ніксона залишилися на місці до драматичної реорганізації Форда восени 1975 року, акції, яку політичні коментатори назвали «Хелловінською різаниною».  Форд призначив Джорджа Буша в якості директора в Центральному розвідувальному управлінні, в той час як Рамсфелд став міністром оборони і Чейні замінив Рамсфелда в якості начальника штабу, ставши наймолодшим хто займав цю посаду. Ці кроки мали на меті зміцнити правий фланг Форда проти первинного виклику з боку Рональда Рейгана. Хоча Кіссінджер залишався державним секретарем, Брент Скоукрофт замінив Кіссінджера на посаді радника з національної безпеки.

### Віце-президент
Введення Форда до президентства залишило посаду віце-президента вакантною. 20 серпня 1974 року Форд висунув на посаду віце-президента Нельсона Рокфеллера, лідера ліберального крила партії. Рокфеллер та колишній конгресмен Джордж Г. В. Буш з Техасу були двома фіналістами для висування на посаду віце-президента, а Форд вибрав Рокфеллера частково завдяки звіту Newsweek, який показав, що Буш прийняв гроші з чорного фонду Ніксона під час кампанії в сенаті 1970 року. Рокфеллер пройшов слухання перед Конгресом, що спричинило збентеження, коли було виявлено, що він робив великі подарунки старшим помічникам, включаючи Кіссінджера. Хоча консервативні республіканці не були задоволені тим, що було обрано Рокфеллера, більшість з них проголосували за його підтвердження, і його кандидатура пройшла і Палатою, і Сенатом. Він був приведений до присяги як 41-й віце-президент США 19 грудня 1974 року. До підтвердження Рокфеллера спікер палати Карл Альберт був черговим у черзі на пост президента. Форд пообіцяв надати Рокфеллеру головну роль у формуванні внутрішньої політики адміністрації, але Рокфеллер був швидко відсторонений Рамсфельдом та іншими посадовими особами адміністрації.

## Судові призначення
Форд провів одну зустріч у Верховному суді, перебуваючи на посаді, призначивши Джона Пола Стівенса замість судді Вільяма О. Дугласа. Дізнавшись про майбутню відставку Дугласа, Форд попросив генерального прокурора Леві подати короткий список потенційних кандидатів у Верховний суд, а Леві запропонував Стівенса, генерального адвоката Роберта Борку та федерального суддю Арліну М. Адамс. Форд вибрав Стівенса, суперечливого федерального апеляційного суддю, багато в чому тому, що він, ймовірно, стикався з найменшою опозицією в Сенаті. На початку свого перебування на суді Стівенс мав відносно помірну кількість голосів, але в 1990-х роках він став лідером ліберального блоку Суду. У 2005 році Форд писав: «Я готовий дозволити, щоб судження історії мого терміну перебування на посаді відпочити (якщо потрібно, виключно) під час мого призначення 30 років тому судді Джона Пола Стівенса до Верховного суду США». Форд також призначив 11 суддів апеляційних судів США та 50 суддів окружних судів Сполучених Штатів.

## Внутрішні Справи

### Помилування Ніксона

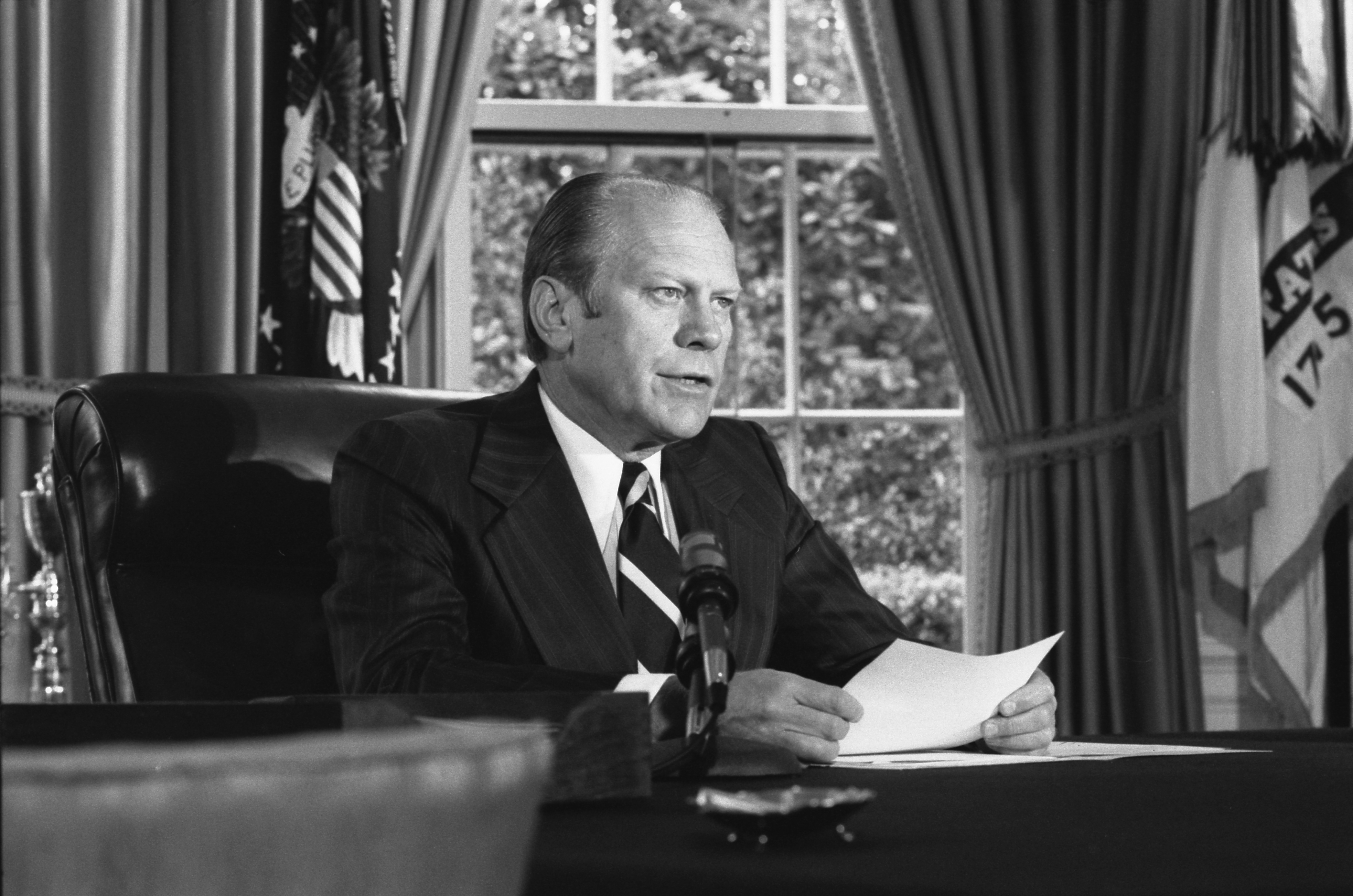
Президент Форд оголошує по телебаченню про своє рішення помилувати Ніксона 8 вересня 1974 року в Овальному кабінеті.

Поряд із досвідом війни у В'єтнамі та іншими питаннями, Вотергейт сприяв занепаду віри, яку американці розміщували в політичних інститутах. Низька довіра громадськості додала вже грізному виклику Форда створити власну адміністрацію без перехідного періоду президента або народного мандату президентських виборів. Хоча Форд набув широкої популярності протягом свого першого місяця на посаді, він зіткнувся зі складною ситуацією щодо долі колишнього президента Ніксона, статус якого загрожував підірвати адміністрацію Форда. Тим не менше, коли Форд вступив на посаду, більшість членів адміністрації Ніксона у виконавчій владі, включаючи Хейга та Кіссінджера, наполягали на помилуванні. Протягом першого місяця свого перебування на посаді Форд публічно відкрив свої варіанти щодо помилування, але він вважав, що триваюче судочинство проти Ніксона не завадить його адміністрації вирішувати будь-яке інше питання. Форд намагався витягнути Ніксона на публічну заяву про страждання перед тим, як видати помилування, але Ніксон відмовився.
8 вересня 1974 року Форд видав Прокламацію 4311, яка дала Ніксону повне і безумовне помилування за будь-які злочини, які він, можливо, вчинив проти США під час президентства. У телевізійному ефірі нації Форд пояснив, що вважає, що помилування є в найкращих інтересах країни, і що ситуація в сім'ї Ніксонів «- це трагедія, в якій всі ми грали роль. Це може продовжуватись і продовжуватись, або хтось повинен довести це до кінця. Я зробив висновок, що тільки я це можу зробити, і якщо можу, то повинен».
Заява про помилування Ніксона була дуже суперечливою, і опитування Геллапа показало, що рейтинг схвалення Форда впав з 71 відсотка до помилування до 50 відсотків одразу після помилування. Критики висміювали цей крок і заявили, що між ними була здійснена «корумпована угода». У той час в редакції The New York Times зазначалося, що помилування Ніксона було «глибоко нерозумним, розбіжним і несправедливим діянням», яке в результаті зруйнувало довіру нового президента до «людини судження, відвертості та компетентності». Близький друг Форда та прес-секретар, Джеральд Хорст, пішов з посади в знак протесту. Помилування «висіло» над Фордом до кінця його президентства і пошкодило його стосунки з членами Конгресу обох сторін. Незважаючи на поради більшості своїх радників, Форд погодився з'явитися перед підкомітетом Палати, який вимагав отримати додаткову інформацію про помилування. 17 жовтня 1974 року Форд давав свідчення перед Конгресом, ставши першим діючим президентом після Авраама Лінкольна, який давав такі свідчення.
Після того, як Форд покинув Білий дім, колишній президент приватно виправдав своє прощення Ніксона, взявши частину тексту «Бердіка проти США», рішення Верховного суду 1915 р., в якому зазначалося, що помилування вказує на презумпцію вини, і що прийняття помилування було рівнозначним визнанню вини.

### Помилування для ухильників призову
Під час війни у В'єтнамі близько одного відсотка американських чоловіків, які мали право на призови, не змогли зареєструватися, і приблизно один відсоток тих, кого призвали на службу, відмовилися від служби. Тих, хто відмовився від призову, позначали як «ухильник призову», багато таких людей виїхали з країни до Канади, але інші залишились у Сполучених Штатах. Форд виступив проти будь-якої форми амністії щодо недоброзичливців, перебуваючи в Конгресі, але його президентські радники переконали його, що програма милосердя допоможе вирішити суперечливу проблему та підвищить суспільний статус Форда.16 вересня 1974 року, незабаром після того, як він оголосив про помилування Ніксона, Форд запровадив президентську програму про помилування ухильників від В'єтнаму. Умови помилування вимагали підтвердження вірності США та двох років роботи на державній службі. Програмою повернення В'єтнамських епох ухильників та військових дезертирів було створено Комісію з питань помилування для перегляду записів та надання рекомендацій щодо отримання президентського помилування та зміни статусу військового звільнення. Програма помилування Форда була прийнята більшістю консерваторів, але їх атакували ті, хто хотів отримати повну програму амністії. Повне помилування за ухил від призову пізніше з'явилося у Адміністрації Картера.

### Проміжні вибори 1974 року
Проміжні вибори в Конгрес 1974 року відбулися менше ніж через три місяці після того, як Форд вступив на посаду. Демократична партія перетворила невдоволення виборців на великі виграші на виборах до Палати представників, зайнявши ще 49 місць Республіканської партії, збільшивши свою більшість до 291 із 435 місць. Навіть колишнє місце Форда виграв демократ. На виборах до Сенату демократи збільшили свою більшість до 61 місця зі 100. Наступний 94-й конгрес скасував найвищий відсоток вето з моменту, коли Ендрю Джонсон обіймав посаду президента у 1860-х. Успішні вето Форда, однак, призвело до найменшого щорічного збільшення витрат з часу адміністрації Ейзенхауера. За допомоги нових молодих конгресменів, так званих «діток Вотергейту», ліберальні демократи впровадили процедурні реформи, спрямовані на полегшення прийняття законодавства. Так Палата представників почала обирати голів комітетів таємним голосуванням, а не за вислугою років, в результаті чого було усунуто деяких консервативних голів обранних з південних штатів. Тим часом Сенат зменшив кількість голосів, необхідних для припинення філібастера, з 67 до 60.

### Економіка
На той час, коли Форд вступив на посаду, економіка США вступила в період стагфляції, яку економісти пояснили різними причинами, включаючи нафтову кризу 1973 року та посилення конкуренції з боку таких країн, як Японія. Стагфляція бентежила традиційні економічні теорії 1970-х, оскільки економісти, як правило, вважали, що економіка не буде одночасно відчувати інфляцію та низькі темпи економічного зростання. Традиційні економічні засоби для погіршення темпів економічного зростання, такі як зниження податків та збільшення витрат, ризикують посилити інфляцію. Звичайна реакція на інфляцію, підвищення податків та скорочення державних витрат, ризикує завдати шкоди економіці. Економічні неприємності, що означали закінчення післявоєнного буму, створили виклик для виборчої домінації кейнсіанської економіки, а прихильники лайсес-файру, такі як Алан Грінспан, здобули вплив у адміністрації Форда.

Форд в Овальному кабінеті, 1974 рік

У той час, коли він вступив на посаду, Форд вважав, що найбільшу загрозу економіці представляє інфляція, а не потенційний спад. Він вважав, що інфляцію можна зменшити не за рахунок зменшення кількості нової валюти, що надходить в обіг, а заохочуючи людей зменшити свої витрати. У жовтні 1974 року Форд вийшов перед американською громадськістю і попросив їх « W hip I nflation N ow». В рамках цієї програми він закликав людей носити кнопки «WIN». Щоб спробувати домогтися служіння та жертвувати, «WIN» закликав американців зменшити свої витрати та споживання, особливо щодо бензину. Форд сподівався, що громадськість відреагує на цей заклик до самообмеження, як і на заклики президента Франкліна Д. Рузвельта до жертвоприношень під час Другої світової війни, але громадськість сприйняла «WIN» зі скептицизмом. Приблизно в той же час, коли він випустив «WIN», Ford також запропонував економічний план в десять балів. Основним пунктом цього плану було підвищення податків на корпорації та високу заробітну плату, яким Форд сподівався знизити інфляцію та скоротити дефіцит державного бюджету.
Економічна спрямованість Форда змінилася, коли країна впала в найгірший спад після Великої депресії. У листопаді 1974 року Форд відкликав запропоноване підвищення податку. Через два місяці Форд запропонував 1-річне зниження податку на 16 мільярдів доларів для стимулювання економічного зростання, а також скорочення витрат, щоб уникнути інфляції. Перейшовши від обстоювання підвищення податку до відстоювання зниження податку всього за два місяці, Форда сильно критикували за його «перекид». Конгрес відповів, прийнявши план, який реалізував більш глибокі зниження податків та збільшення державних витрат. Форд серйозно розглядав накладення вето, але врешті вирішив підписав Закон про зменшення податку 1975 року. У жовтні 1975 року Форд представив законопроєкт, покликаний боротися з інфляцією за допомогою поєднання скорочень податків та витрат. В грудні Форд підписав Закон про коригування доходу 1975 року, який здійснював скорочення податків та витрат, хоча і не на рівнях, запропонованих Фордом. Економіка відновилася в 1976 році, коли зменшилась і інфляція, і безробіття. Тим не менш, до кінця 1976 року Форд зіткнувся із значним невдоволенням щодо керованості економікою, і уряд мав дефіцит у 74 мільярди доларів.
| Рік  | Дохід | Витрати | Надлишок / дефіцит | ВВП    | Борг % від ВВП |
| ---- | ----- | ------- | ------------------ | ------ | -------------- |
| 1974 | 263.2 | 269.4   | -6.1               | 1486.2 | 23.1           |
| 1975 | 279.1 | 332.3   | -53.2              | 1610.6 | 24.5           |
| 1976 | 298.1 | 371.8   | -73.7              | 1790.3 | 26.7           |
| 1977 | 355.6 | 409.2   | -53.7              | 2028.4 | 27.1           |

### Комісія Рокфеллера

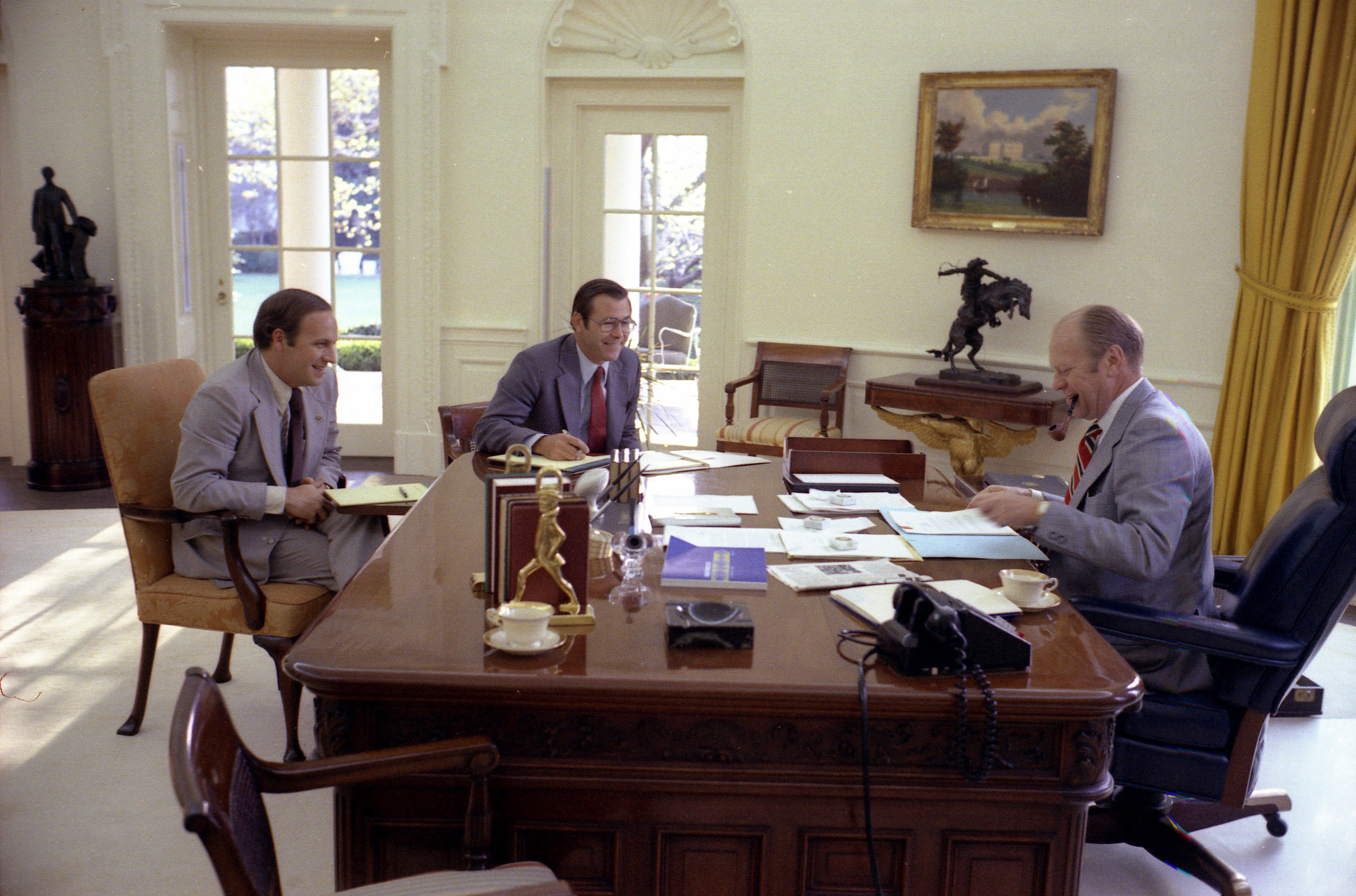
Дік Чейні, Дональд Рамсфельд і президент Форд в Овальному кабінеті. 1975 рік.

До президентства Форда Центральне Розвідувальне Управління (ЦРУ) незаконно збирало досьє про вітчизняних антивоєнних активістів. Після Вотергейту директор ЦРУ Вільям Колбі склав звіт про всю внутрішню діяльність ЦРУ, і значна частина звіту стала публічною, починаючи з публікації статті у журналі у розслідуванні Сеймура Герша у грудні 1974 року. Виявлення викликали обурення серед громадськості та членів Конгресу. У відповідь на зростаючий тиск на розслідування та реформування ЦРУ, Форд створив комісію Рокфеллера. Комісія Рокфеллера вперше відзначила, що була створена президентська комісія з розслідування апарату національної безпеки. Доповідь Комісії Рокфеллера, подана у червні 1975 р., як правило, захищала ЦРУ, хоча зазначала, що «ЦРУ займається деякими діями, які слід критикувати і не дозволяти повторювати». Преса рішуче розкритикувала комісію за те, що вона не включила розділ про сюжетні вбивства ЦРУ. Сенат створив власний комітет на чолі з сенатором Франком Черчом для розслідування зловживань ЦРУ. Форд побоювався, що Комісія Черча буде використана для партизанських цілей і чинив опір передачі секретних матеріалів, але Колбі співпрацював з комітетом. У відповідь на звіт Комісії Черча обидві палати Конгресу створили відбіркові комітети для здійснення контролю над розвідувальною спільнотою.

### Соціальні проблеми
Форд і його дружина були відвертими прихильниками поправки про рівні права (ERA), конституційної поправки, яка була представлена державі для ратифікації в 1972 р. ЕРА була розроблена, щоб забезпечити рівні права для всіх громадян, незалежно від статі. Незважаючи на підтримку Форда, ERA не змогла здобути ратифікацію необхідною кількістю державних законодавчих органів.
Як президента, позиція Форда щодо абортів полягала в тому, що він підтримує «поправку Федеральної конституції, яка дозволить кожному з 50 штатів зробити свій вибір». Це було також його посадою лідера палат меншин у відповідь на справу Верховного суду 1973 року «Роу проти Вейда», проти якої він виступав. Форда розкритикували за інтерв'ю на 60 хвилин, яке його дружина Бетті дала в 1975 році, в якому вона ствердила, що «Роу проти Вейда» було «чудовим рішенням». Протягом свого подальшого життя Форд визначив себе як прочойс.

### Навколишнє середовище
На розчарування екологів, що залишилися від часів Ніксона, включаючи керівника Агентства охорони навколишнього середовища Рассела Е. Траіна, екологізм був периферійним питанням протягом років Форда. Секретар внутрішніх справ Томас С. Клеппе був лідером «Повстання Індійців», руху західних ранчорів та інших груп, які прагнули скасувати захист навколишнього середовища на федеральних землях. Вони неодноразово програвали у федеральних судах, особливо це стосується рішення Верховного суду 1976 року «Клеппе проти Нью-Мексико». Успіхи Форда включали в себе додавання двох національних пам'ятників, шести історичних пам'яток, трьох історичних парків та двох національних заповідників. Жоден не був суперечливим. У міжнародній галузі договори та угоди з Канадою, Мексикою, Китаєм, Японією, Радянським Союзом та кількома європейськими країнами включили положення щодо охорони вимираючих видів.

### Фінансування кампанії
Після виборів 1972 р. хороші урядові групи, такі як «Загальна справа», чинили тиск на Конгрес для внесення змін до закону про фінансування виборчих кампаній, щоб обмежити роль грошей у політичних кампаніях. У 1974 р. Конгрес схвалив поправки до закону про Федеральну виборчу кампанію, створивши Федеральну виборчу комісію для нагляду за законами про фінансування виборчих кампаній. Поправки також встановили систему державного фінансування президентських виборів, обмежили розмір внесків на виборчі кампанії, обмежили кількість грошей, які кандидати могли витратити на власні кампанії, та вимагали розкриття майже всіх внесків передвиборчої кампанії. Форд неохоче підписав законопроєкт в жовтні 1974 року. У справі «Баклі проти Валео» 1976 року, Верховний Суд скасував обмеження на самофінансування політичних кандидатів, вважаючи, що таке обмеження порушує права на свободу слова. Реформи фінансування агітаційних кампаній 1970-х років значною мірою не мали успіху в зменшенні впливу грошей на політику, оскільки більший внесок переміщувався на комітети з політичних дій та державні та місцеві комітети партій.

### Інші внутрішні проблеми
Коли в 1975 році Нью-Йорк зіткнувся з банкрутством, мер Авраам Беам виявився невдалим у підтримці Форда для федеральної допомоги. Інцидент підштовхнув відомий заголовок New York Daily News «Форд у місто: Drop Dead», посилаючись на промову, в якій "Форд заявив прямо …що він буде накладати вето на будь-який законопроєкт із закликом до федеральної застави Нью-Йорка. Наступного місяця, в листопаді 1975 року, Форд змінив свою позицію і попросив Конгрес затвердити федеральні позики в Нью-Йорку, за умови, що місто погодиться на більш суворі бюджети, введені Вашингтоном, округом Колумбія, в грудні 1975 року Форд підписав законопроєкт, що надає Нью-Йорку доступ до 2,3 мільярдів доларів позик.
Незважаючи на свої застереження щодо того, як програма в кінцевому рахунку буде фінансуватися в епоху жорсткого державного бюджету, Форд підписав Закон про освіту для дітей з обмеженими фізичними можливостями 1975 року, який встановив спеціальну освіту по всій території США. Форд висловив «сильну підтримку повних можливостей для навчання дітей з обмеженими можливостями» після підписання законопроєкту.
Форд зіткнувся з потенційною пандемією свинячого грипу. На початку 1970-х років штам грипу H1N1 мутував від форми грипу, який вражав насамперед свиней і перейшов на людину. 5 лютого 1976 року військовозобов'язаний у Форт Дікс загадково помер, а чотирьох солдатів госпіталізували, чиновники охорони здоров'я оголосили, що причиною став «свинячий грип». Незабаром посадовці охорони здоров'я в адміністрації Форда закликали зробити вакцинацію кожної людини в США. Незважаючи на те, що програма вакцинації зазнала затримок та проблем із зв'язками з громадськістю, приблизно 25 % населення були вакциновані до моменту скасування програми у грудні 1976 р. Вакцину звинувачували у смерті двадцяти п'яти осіб, від пострілів зброї померло більше людей, ніж від свинячого грипу.

## Зовнішні справи

### «Холодна війна»
Форд продовжував політику Ніксона щодо розрядки як з Радянським Союзом, так і з Китаєм, послаблюючи напруженість холодної війни. Роблячи це, він подолав опозицію членів Конгресу — установи, яка на початку 1970-х років все більше наповнювалась закордонними справами. Цю опозицію очолив сенатор Генрі М. Джексон, який розіграв торговельну угоду між США та Радянським Союзом, перемігши прийняття поправки Джексона — Ваніка. Розморожені відносини з Китаєм, спричинені візитом Ніксона в 1972 році в Китай, були підкріплені черговим візитом президента в грудні 1975 р.
Незважаючи на розвал торговельної угоди з Радянським Союзом, Форд і радянський лідер Леонід Брежнєв продовжили переговори щодо обмеження стратегічної зброї, які розпочалися при Ніксоні. У 1972 р. США та Радянський Союз уклали договір про обмеження стратегічних озброєнь, який встановлював верхні межі ядерного арсеналу кожної держави. Форд зустрівся з Брежнєвим на саміті у Владивостоці в листопаді 1974 року, і тоді два лідери погодилися на створення ще одного договору про обмеження. Опоненти розрядки на чолі з Джексоном затримали розгляд договору в Сенаті до того моменту, поки Форд не пішов з посади.

#### Гельсінські угоди
Основна стаття: Гельсінські угоди
Коли Форд вступив на посаду в серпні 1974 року, у Гельсінкі, Фінляндія, вже майже два роки велися переговори Конференції з безпеки та співробітництва в Європі (ОБСЄ). Протягом більшої частини переговорів американські лідери були відсторонені та незацікавлені процесом, Кіссінджер заявив Форду у 1974 році, що «ми цього ніколи не хотіли, але ми йшли разом з європейцями… безглуздо — це просто грандіозна гра вліво. Ми йдемо разом з цим». У місяці, що закінчилися завершенням переговорів та підписанням Гельсінського заключного акту в серпні 1975 року, американці східноєвропейського походження висловили свою стурбованість тим, що угода означатиме прийняття радянського панування над Східною Європою та постійне включення в країнах Балтії СРСР. Незадовго до того, як президент Форд вирушив до Гельсінкі, він провів зустріч з делегацією американців східноєвропейського походження, і остаточно заявив, що політика США щодо країн Балтії не зміниться, а буде посилена, оскільки угода заперечує анексію території з порушенням міжнародного права та дозволяє здійснювати мирну зміну кордонів.
Американська громадськість залишається не переконаною, що Американська політика щодо приєднання країн Балтії не буде змінена Гельсінським заключним актом. Незважаючи на протести з усіх куточків, Форд вирішив рухатися вперед і підписати Гельсінську угоду. Під час вітчизняної критики Форд ухилявся від своєї підтримки Гельсінських угод, що впливало на загальне послаблення його зовнішньополітичного статусу. Незважаючи на те, що Форда критикували за очевидне визнання радянського домінування у Східній Європі, новий акцент на правах людини в кінцевому підсумку сприятиме ослабленню Східного блоку у 1980-х роках та прискоренню його краху в 1989 році.

### В'єтнам
Однією з найбільших проблем Форда було вирішення проблеми, що триває у В'єтнамі. Американські наступальні операції проти Північного В'єтнаму закінчилися Паризькими мирними угодами, підписаними 27 січня 1973 р. Угоди оголосили про припинення вогню по всій території Північного та Південного В'єтнаму і вимагали звільнення американських військовополонених. Угода гарантувала територіальну цілісність В'єтнаму і, як і Женевська конференція 1954 року, закликала до проведення національних виборів на Півночі та Півдні. Президент Південного В'єтнаму Нгуен Ван Тієне брав участі в остаточних переговорах і публічно критикував запропоновану угоду, але на Ніксона та Кіссінджера тиснули на підписання угоди. У кількох листах до президента Південної В'єтнаму Ніксон пообіцяв, що США захистять уряд Тіє, якщо північні в'єтнамці порушують домовленості.
Боротьба у В'єтнамі тривала і після виведення більшості збройних сил США на початку 1973 р. По мірі того, як сили Північної В'єтнаму просунулися на початку 1975 року, Форд просив Конгрес схвалити пакет допомоги на суму 722 мільйони доларів для Південного В'єтнаму, кошти, які були обіцяні адміністрацією Ніксона. Конгрес проголосував проти цієї пропозиції з широким відривом. Сенатор Якоб К. Явіц запропонував «…великі суми за евакуацію, а не одну нікель за військову допомогу». Президент Тіє подав у відставку 21 квітня 1975 року, публічно звинувачуючи у відсутності підтримки США за падіння своєї країни. Через два дні, 23 квітня, Форд виступив з промовою в університеті Тулан, оголосивши, що війна у В'єтнамі закінчилася, «…що стосується Америки».
Коли війська Північного В'єтнаму просувалися до столиці Південного В'єтнаму Сайгон, Форд наказав евакуювати американський персонал, а також дозволив американським силам надати допомогу іншим, хто хотів врятуватися від просування комуністів. Сорок тисяч громадян США та південно-в'єтнамців були евакуйовані літаком, поки атаки противника не зробили подальші такі евакуації неможливими. Під час операції «Частий вітер», завершальної фази евакуації, що передувала падінню Сайгону 30 квітня, військові вертольоти авіакомпанії «Air America» вивезли евакуйованих на берег судна ВМС США. Під час операції багато вертольотів Південного В'єтнаму приземлилися на судна, приймаючи евакуйованих людей, що деякі були витіснені за борт, щоб звільнити місце для більшої кількості людей.
Війна у В'єтнамі, яка тривала з 50-х років, нарешті закінчилася падінням Сайгону, і В'єтнам було об'єднано в одну країну. Багатьом в'єтнамським евакуйованим було дозволено в'їхати до США згідно із Законом про міграцію та допомогу біженцям Індокитаю. Закон 1975 року виділив 455 мільйонів доларів на витрати на допомогу врегулюванню індокитайських біженців. Загалом 130 000 В'єтнамських біженців приїхали до США у 1975 році. Тисячі втекли в наступні роки. Після закінчення війни Форд розширив ембарго Північного В'єтнаму, щоб охопити весь В'єтнам, заблокував вступ В'єтнаму до ООН і відмовився встановлювати повноцінні дипломатичні відносини.

### Близький Схід
На Близькому Сході та в Східному Середземномор'ї під час президентства Форда дві міжнародні суперечки переросли в кризи. Суперечка Кіпру перетворилася на кризу з 1974 року турецького вторгнення на Кіпр. Суперечка поставила США у скрутне становище, оскільки і Греція, і Туреччина були членами НАТО. У середині серпня уряд Греції вивів Грецію з військової структури НАТО, в середині вересня 1974 року Сенат та Палата представників переважно проголосували за припинення військової допомоги Туреччині. Форд наклав вето на законопроєкт через занепокоєння щодо його впливу на турецько-американські відносини та погіршення безпеки на східному фронті НАТО. Потім Конгрес прийняв другий законопроєкт, на який Форд також наклав вето, хоча був прийнятий компроміс щодо продовження допомоги до кінця року. Як очікував Форд, стосунки з Туреччиною були істотно порушені до 1978 року.

У 1973 р. Єгипет та Сирія розпочали спільну несподівану атаку проти Ізраїлю, прагнучи повернути землю, втрачену в Шестиденній війні 1967 р. Однак ранній успіх арабських країн поступився місцем військовій перемозі Ізраїлю в тому, що стало відомим як Йом Кіппурська війна. Незважаючи на те, що початкове припинення вогню було здійснено для припинення активного конфлікту у війні Йом Кіппура, продовження дипломатії Кіссінджера мало прогресувало. Форду не подобалося, що він бачив, як ізраїль «затримується» на мирній угоді, і написав, «тактика розчарувала єгиптян і змусила мене злитись, як пекло». Під час переїзду Кіссінджера до Ізраїлю на початку березня 1975 року в останню хвилину розвернувся, щоб розглянути питання про подальше відкликання, спонукав телеграму від Форда до прем'єр-міністра Іцхака Рабіна, яка включала:
Я хочу висловити своє глибоке розчарування щодо ставлення Ізраїлю в ході переговорів… Невдача переговорів матиме далекосяжний вплив на регіон та на наші відносини. Я дав вказівки щодо переоцінки політики Сполучених Штатів у регіоні, включаючи наші відносини з Ізраїлем, з метою забезпечити захист загальних американських інтересів… Вам буде повідомлено про наше рішення.
24 березня Форд повідомив керівників Конгресу обох сторін про переоцінку політики адміністрації на Близькому Сході. «Переоцінка» на практиці означала скасування або призупинення подальшої допомоги Ізраїлю. Шість місяців між березнем і вереснем 1975 року США відмовлялися укладати з Ізраїлем будь-які нові угоди про озброєння. Рабін зазначає, що це був «невинно звуковий термін, який оголосив один з найгірших періодів в американсько-ізраїльських відносинах». Оголошені перегляди засмутили багатьох американських прихильників Ізраїлю. 21 травня Форд «пережив справжній шок», коли сімдесят шість сенаторів США написали йому лист, в якому закликали «відповідати» на прохання Ізраїлю про 2,59 мільярда доларів військової та економічної допомоги. Форд був справді роздратований і думав, що шанс на мир загрожує небезпекою. Це було, з вересня 1974 р. забороною на озброєння Туреччині, другим великим втручанням конгресу на прерогативи президента. Наступні літні місяці Форд описав як американсько-ізраїльську «війну нервів» або «випробування волі». Після великих угод, Синайська тимчасова угода (Синай II) між Єгиптом та Ізраїлем була офіційно підписана, і допомога відновилася.

### Ангола
Громадянська війна розгорілася в Анголі після того, як нова країна Африки отримала незалежність від Португалії в 1975 році. Радянський Союз і Куба сильно втягнулися в конфлікт, підтримавши ліву MPLA, одну з головних фракцій громадянської війни. У відповідь ЦРУ спрямувало допомогу ще двом фракціям війни, UNITA та FNLA. Після того, як члени Конгресу дізналися про операцію ЦРУ, Конгрес проголосував за припинення допомоги ангольським групам. Громадянська війна в Анголі продовжуватиметься і в наступні роки, але роль радянської війни у війні перешкоджала детенте. Роль Конгресу у припиненні присутності ЦРУ ознаменувала зростаючу силу законодавчої гілки у закордонних справах.

### Індонезія
Політикою США з 1940-х рр. була підтримка Індонезії, яка приймала американські інвестиції у нафтопродукти та сировину та контролювала високостратегічне розташування поблизу життєво важливих смуг. У 1975 р. ліва партія Фретілін захопила владу після громадянської війни в Східному Тиморі (нині Тимор-Леште), колишній колонії Португалії, яка розділяла острів Тимор з індонезійським регіоном Західний Тимор. Індонезійські лідери побоюються, що Східний Тимор буде служити ворожою лівою базою, яка сприятиме сепаратистським рухам всередині Індонезії. Антифретилінські активісти інших основних партій втекли до Західного Тимору і закликали Індонезію анексувати Східний Тимор та припинити комуністичну загрозу. 7 грудня 1975 року Форд і Кіссінджер зустрілися з президентом Індонезії Сухарто в Джакарті і вказали, що США не будуть займати позицію щодо Східного Тимору. На наступний день Індонезія вторглась і взяла під контроль країну. Організація Об'єднаних Націй за підтримки США закликала вивести індонезійські сили. Розгорілася кривава громадянська війна, і понад сто тисяч людей загинули в боях від розстрілів чи голоду. Більше половини населення Східного Тимору стали біженцями, які тікали у підконтрольні Фретіліну райони. Східному Тимору знадобилося два десятиліття, щоб врегулюватися, і, нарешті, після міжнародної інтервенції в кризі Східного Тиморесу 1999 року, Східний Тимор став незалежною нацією у 2002 р.

### Список міжнародних поїздок
|   | Дати                           | Країна            | Місце                      | Деталі |
| - | ------------------------------ | ----------------- | -------------------------- | --- |
| 1 | 21 жовтня 1974 року            | Мексика           | Ногалес, Магдалена-де-Кино | Зустрівся з президентом Луїсом Ешеверрією та поклав вінок до гробу Падре Евсебіо Кино. |
| 2 | 19-22 листопада 1974 року      | Японія            | Токіо, Кіото               | Державний візит. Зустрівся з прем'єр-міністром Какуеєм Танака. |
| 2 | 22-23 листопада 1974 року      | Південна Корея    | Сеул                       | Зустрівся з президентом Парк Чон-хі. |
| 2 | 23-24 листопада 1974 року      | СРСР              | Владивосток                | Зустрівся з генеральним секретарем Леонідом Брежнєвим та обговорив обмеження стратегічних озброєнь. |
| 3 | 14-16 грудня 1974 року         | Мартиніка         | Фор-де-Франс               | Зустрівся з президентом Валері Жискар д'Естеном. |
| 4 | 28-31 травня 1974 року         | Бельгія           | Брюссель                   | Відвідав зустріч на вищому рівні в НАТО. Звернувся до Північноатлантичної ради та окремо зустрівся з главами держав та урядів НАТО. |
| 4 | 31 травня — 1 червня 1975 року | Іспанія           | Мадрид                     | Зустрівся з генералісимусом Франсіско Франко. Ключі від міста отримав від мера Мадрида Мігеля Анхеля Гарсія-Ломаса Мата. |
| 4 | 1-3 червня 1975 року           | Австрія           | Зальцбург                  | Зустрівся з канцлером Бруно Крейським та президентом Єгипту Анваром Садатом. |
| 4 | 3 червня 1975 року             | Італія            | Рим                        | Зустрівся з президентом Джованні Леоне та прем'єр-міністром Альдо Моро. |
| 4 | 3 червня 1975 року             | Ватикан           | Апостольський палац        | Аудієнція у папи Павла VI. |
| 5 | 26-28 липня 1975 року          | Західна Німеччина | Бонн, Лінц ам Рейн         | Зустрівся з президентом Вальтером Шеєлем та канцлером Гельмутом Шмідтом. |
| 5 | 28-29 липня 1975 року          | Польща            | Варшава, Краків            | Офіційний візит. Зустрівся з першим секретарем Едвардом Гереком. |

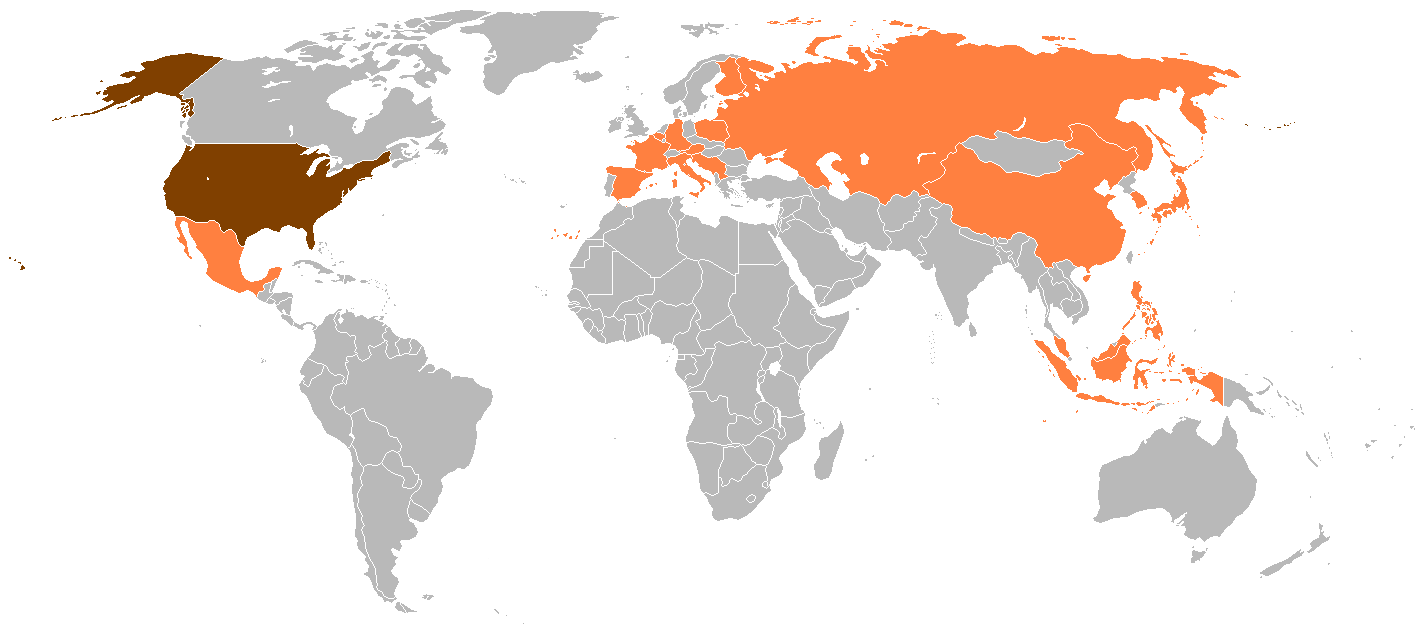
Країни, які відвідав Джеральд Форд під час свого президентства.

| 5 | 29 липня — 2 серпня 1975 року  | Фінляндія         | Гельсінкі                  | Відвідав сесію відкриття Конференції з безпеки та співробітництва в Європі. Зустрівся з главами держав та урядів Фінляндії, Великої Британії, Туреччини, Західної Німеччини, Франції, Італії та Іспанії. Також зустрівся з генеральним секретарем Радянського Союзу Брежнєвом. Підписано заключний акт конференції. |
| 5 | 2-3 серпня 1975 року           | Румунія           | Бухарест, Сіная            | Офіційний візит. Зустрівся з президентом Ніколае Чаушеску. |
| 5 | 3-4 серпня 1975 року           | Югославія         | Белград                    | Офіційний візит. Зустрівся з президентом Йосипом Брозом Тіто та прем'єр-міністром Джемалом Бідідичем. |
| 6 | 15-17 листопада 1975 року      | Франція           | Рамбуйє                    | Відвідав 1-й саміт G6. |
| 7 | 1-5 грудня 1975 року           | Китай             | Пекін                      | Офіційний візит. Зустрівся з головою партії Мао Цзедуном та віце-прем'єр-міністром Ден Сяопін. |
| 7 | 5-6 грудня 1975 року           | Індонезія         | Джакарта                   | Офіційний візит. Зустрівся з президентом Сухарто. |
| 7 | 6-7 грудня 1975 року           | Філіппіни         | Маніла                     | Офіційний візит. Зустрівся з президентом Фердинардом Маркосом. |

## Спроби вбивства
Форд зіткнувся з двома спробами вбивства під час свого президентства. У Сакраменто, штат Каліфорнія, 5 вересня 1975 року Лінетт «Скріпі» Фромм, послідовник Чарльза Менсона, виставила на президента Форда «пістолет» Colt. 45 калібру. Коли Фромм натягнула курок, Ларрі Буендорф, агент секретної служби, схопив пістолет, і Фромм взяли під варту. Пізніше вона була судима за спробу вбивства президента і була засуджена до довічного ув'язнення; вона була умовно-достроково випущена 14 серпня 2009 року.
У відповідь на цю спробу, Секретна служба почала тримати Форда на більш безпечній відстані від анонімних натовпів, стратегія, яка, можливо, врятувала йому життя сімнадцять днів пізніше. Коли він покинув Francis Hotel St. в центрі міста Сан-Франциско Сара Джейн Мур, стоячи в натовпі роззяв через вулицю, виставила на нього револьвер 38 калібру. Мур вистрілила один раз, але промазала. Незадовго до того, як вона вистрілила вдруге, пенсіонер Олівер Сіппл схопився за пістолет і відбив її постріл, куля влучила в стіну приблизно на шісти дюймах вгору і праворуч від голови Форда, потім відрикошетила і попала в таксиста, який був легко поранений. Пізніше Мур була засуджена до довічного ув'язнення. Її умовно звільнили 31 грудня 2007 року, після 32 років ув'язнення.

## Вибори 1976
Основна стаття: Президентські вибори у США 1976

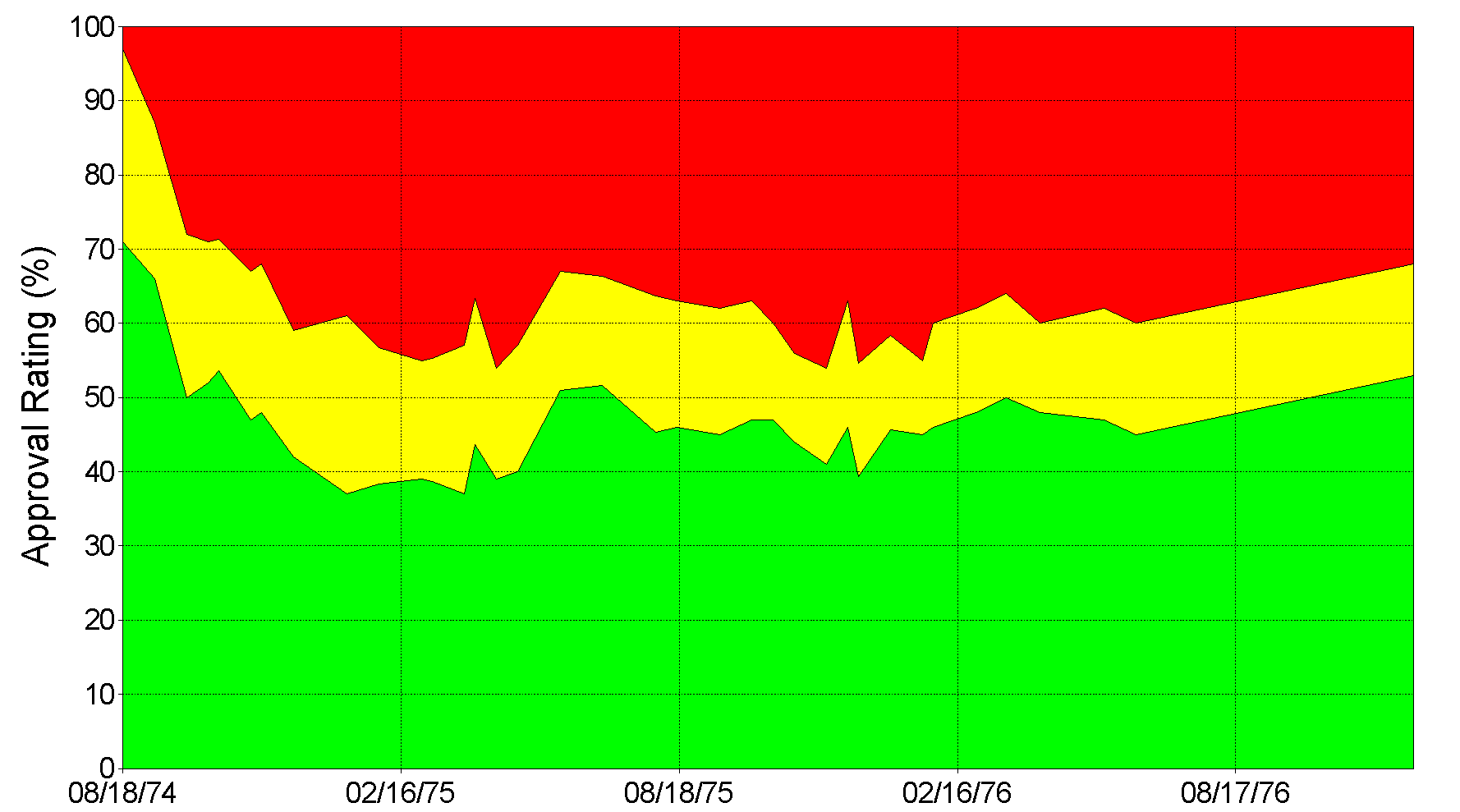
Графік рейтингів схвалення Форда на опитуваннях Інституту Геллапа

Перше важливе рішення про свою передвиборну кампанію Форд прийняв у середині 1975 року, коли обрав Бо Каллауея для ведення своєї кампанії. Помилування Ніксона та катастрофічні проміжні вибори 1974 року послабили становище Форда в партії, створивши відкриття для конкурентоспроможного республіканського основного складу. Внутрішньопартійний виклик Форду прийшов від консервативного крила партії, протягом багатьох політичних кар'єр багато лідерів консерваторів вважали Форда недостатньо консервативним. Консервативні республіканці були ще розчаровані вибором Рокфеллера на посаду віце-президента і винили Форда у падінні Сайгона, амністії для прихильників проєктів та продовженні політики детента. Рональд Рейган, лідер серед консерваторів, розпочав свою кампанію восени 1975 року. Сподіваючись заспокоїти праве крило своєї партії та пережити імпульс Рейгана, Форд попросив Рокфеллера не йти на переобрання, і віце-президент погодився з цим проханням. Форд переміг Рейгана в перших кількох первинних праймеріз, але Рейган набрав обертів після перемоги в першочерговому березні 1976 року в Північній Кароліні. Увійшовши до Республіканської національної конвенції 1976 року, ні Форд, ні Рейган не виграли більшість делегатів через праймеріз, але Форд зміг заручитися підтримкою достатньої кількості незайнятих делегатів, щоб виграти кандидатуру президента. Сенатор Боб Доул з Канзасу переміг у номінації на посаду віце-президента.
Після війни у В'єтнамі та Вотергейту Форд проводив кампанію в час цинізму та розчарування урядом. Форд прийняв стратегію «Рожевого саду», при цьому Форд здебільшого перебував у Вашингтоні, намагаючись стати президентом. Кампанія отримала користь від кількох ювілейних заходів, що відбулися протягом періоду, що веде до 200-річчя США. Вашингтонгський феєрверк на Четверте липня під головуванням президента і по телебаченню на національному рівні. 200-річчя битв Лексінгтона та Конкорді в штаті Массачусетс дав Форду можливість виступити на виступі до 110 000 у Конкорді, визнаючи необхідність сильної національної оборони, яка гартувалась із закликом «примирення, а не докори» та «реконструкції, не розбещення» між Сполученими Штатами та тими, хто позував би «загрози миру». Виступаючи в Нью-Гемпширі, Форд засудив зростаючу тенденцію до великої бюрократії уряду та аргументував повернення до «основних американських чеснот».

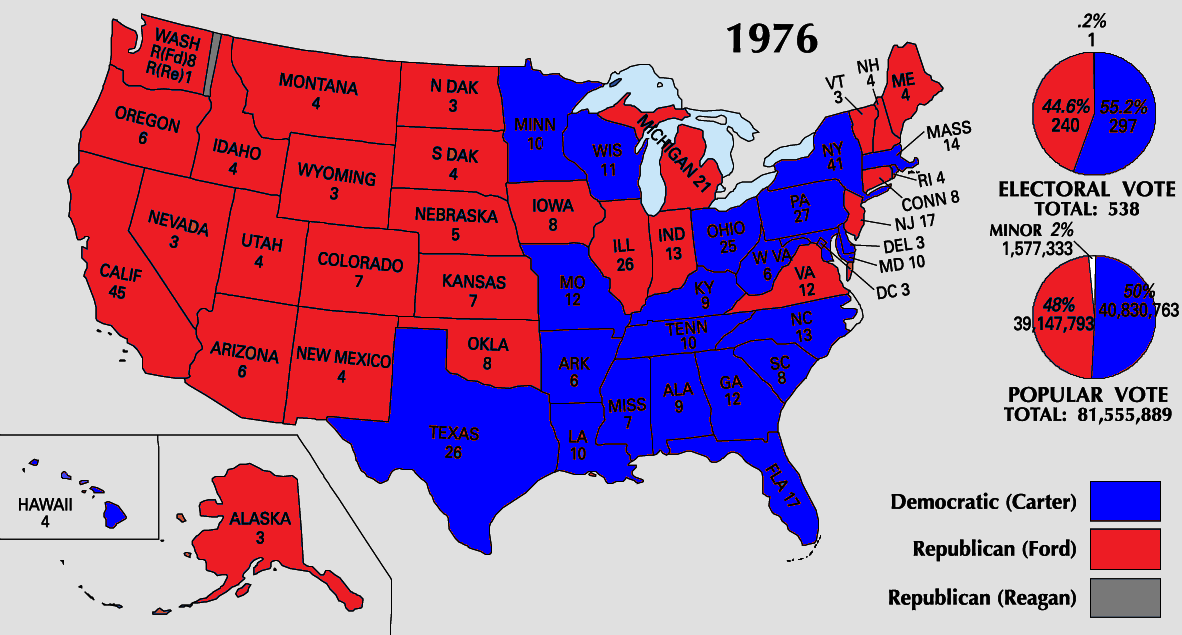
Результати виборів 1976 року.

Одинадцять головних претендентів змагалися на демократичних праймеріз 1976 року. На старті праймеріз колишній губернатор Джиммі Картер з Джорджії був маловідомий на національному рівні, але він пройшов до відомих позицій перемогою в штаті Айова та першочерговому штаті Нью-Гемпшир. Картер виграв кандидатуру в президенти на першому голосуванні Демократичної національної конвенції 1976 р., і вибрав сенатора-ліберала Волтера Мондейла з штату Міннесота в якості свого віце-президента. Картер розпочав гонку з величезною перевагою на виборчих дільницях, але вчинив серйозний гаф, давши інтерв'ю Playboy в якому він заявив, що «я зробив перелюбство в душі кілька разів». Форд зробив власний гаф під час телевізійних дебатів, заявивши, що «немає радянського панування над Східною Європою». В інтерв'ю через кілька років Форд заявив, що мав намір натякнути на те, що Союз ніколи не пригнічують духу східних європейців, які прагнуть незалежності. Однак фразування було настільки незграбним, що запитуючий Макс Франкель був помітно недовірливим у відповіді. Внаслідок цієї помилки, сплеск Форда затримався, і Картер зміг зберегти незначну перевагу в опитуваннях.
Врешті-решт, Картер переміг на виборах, отримавши 50,1 % народного голосування та 297 голосів виборців порівняно з 48,0 % голосів народного голосу та 240 виборчих голосів за Форда. Форд домінував на Заході і чудово працював у Новій Англії, але Картер переміг в більшій частині Півдня та переміг в Огайо, Пенсільванії та Нью-Йорку. Хоча Форд програв, за три місяці між Республіканською національною конвенцією та виборами йому вдалося закрити те, що опитування, показані Картером у 33 бали, привели до крапки в 2 бали.

## Оцінка президентства
Історики і політологи, ставлять Форда від нижче середнього до середнього президента. Опитування, проведене американською асоціацією президентів та виконавчої політики з питань американської політичної науки за 2018 рік, визнало Форда 25-м найкращим президентом. Опитування істориків C-Span 2017 року також оцінило Форда 25-м найкращим президентом. Історик Джон Роберт Грін пише, що «Форду склалися труднощі в навігації до вимогливих політичних умов». Він також зазначає, що «американці, за великим рахунком, вірили, що Джеральд Форд був пристойно порядною і доброю людиною і що він (і все-таки) принесе честь у Білий дім. Хоча ці настрої виявилися замалими, щоб привести Форда до перемоги в 1976 році, це оцінка, яку більшість американців і науковців досі вважають чинною в роки після його президентства».